# Phare de Rovinj
Le phare de Rovinj (en croate : Svjetionik Rovinj) est un feu actif au nord-est du port de Rovinj, dans le Comitat d'Istrie en Croatie. Le phare est exploité par Plovput , une compagnie du Gouvernement de la République de Croatie.

## Histoire
Le phare actuel, mis en service en 1903, se trouve sur la péninsule, au nord de Rovinj où se trouve la Cathédrale Sainte-Euphémie de Rovinj.

## Description
Le phare est une tour carrée en pierre de 11 m de haut, avec galerie et lanterne. La tour est en pierre non peinte et la lanterne n'est plus active. Une balise émet, à une hauteur focale de 19 m, un éclat blanc toutes les 4 secondes. Sa portée est de 7 milles nautiques (environ 13 km) .
Identifiant : ARLHS : CRO-155 - Amirauté : E2680 - NGA : 11944 .

## Caractéristiques dufeu maritime
Fréquence : 4s (W)
- Lumière : 0.5 seconde
- Obscurité : 3.5 secondes

|                         |
| Rovinj et la cathédrale |

|          |
| Le phare |

### Lien connexe
- Liste des phares de Croatie